# Rejmyre Kirke
Rejmyre Kirke (svensk: Rejmyre kyrka) er en tømmerkirke der ligger i Rejmyre, øst for Rejmyre glasværk og ca 27 km nord for Finspång, i Östergötlands län i Sverige.

## Historie
Da Reijmyre glasværk blev bygget i 1810, voksede befolkningen og i 1837 ville de bygge et kapel. I 1838 blev en rektangulær tømmerkirke bygget straks øst for glasværket.
Ved renoveringer har kirkens interiør blevet endret. I 1952 blev prædikestolen ovenfor alteret erstattet af en ambo der blev placeret i korets venstre side. Ovenfor alteret placerede de det nuværende oliemaleri.